# Seria 847
Seria 847 Regiofox – seria spalinowych zespołów trakcyjnych produkowanych przez Pojazdy Szynowe Pesa Bydgoszcz początkowo na zamówienie Kolei Czeskich i Ghańskich. Seria bazuje na platformie Elf.

## Historia

### Geneza
Po podziale Czechosłowacji Koleje Czeskie, podobnie jak ich poprzednik, prowadziły zakup spalinowych zespołów trakcyjnych i wagonów w przedsiębiorstwie Vagónka Studénka, które dostarczało tabor tego typu do 1997 roku, a ostatnim zamówieniem, które zakład zrealizował, było dostarczenie trzydziestu jeden egzemplarzy serii 843. Przez kilkanaście lat nie prowadzono zakupów żadnego taboru. ČD jedynie czasowo wynajmowało jedną jednostkę serii 835 produkcji rosyjskiego Mietrowagonmasz, która pracowała u przewoźnika przez kilka miesięcy od 14 lutego 2005 roku, po czym została zwrócona właścicielowi i sprzedana na Węgry. Sytuacja znacząco uległa zmianie wraz z pojawieniem się innych przewoźników, którzy podjęli obsługę lokalnych połączeń kolejowych, często korzystając przy tym z taboru sprowadzanego z zagranicy, głównie z Niemiec.
W 2010 roku Koleje Czeskie zakupiły w przedsiębiorstwie Stadler Praha wagony motorowe serii 840 i 841, a w 2011 roku zakupiono w Pesie spalinowe zespoły trakcyjne serii 844.

### Przetargi
Konieczność nabycia nowego taboru spełniającego oczekiwania mające na celu poprawę warunków podróży oraz montaż systemu ETCS wymusił na ČD znalezienie producenta, który wyprodukowałby odpowiedni tabor. W tym celu w 2018 roku ogłoszony został przetarg na zakup dziesięciu spalinowych zespołów trakcyjnych, który nie został rozstrzygnięty. W sierpniu tego samego roku ogłoszono kolejny przetarg na zakup sześćdziesięciu jednostek ze 120 miejscami siedzącymi. Swe oferty złożył hiszpański CAF oraz polskie Newag i Pesa, jednak z uwagi wysoką cenę ofert przetarg anulowano. W sierpniu 2020 roku ogłoszono kolejny przetarg, w którym liczbę zamawianych jednostek zwiększono do stu sześćdziesięciu. W przetargu znów wystartował CAF oraz Newag i Pesa, jednak oferta hiszpańskiego producenta została odrzucona z uwagi na to, że nie spełniała warunków zamawiającego. Ostatecznie wybrano ofertę Pesy, z którą podpisano umowę.

### Zamówienia
26 lutego 2021 roku podpisano umowę ramową z Pesą, zgodnie z którą przewidziano dostawę maksymalnie 160 spalinowych zespołów trakcyjnych dla Kolei Czeskich z początkowym zamówieniem na 33 pojazdy, z których pierwsze weszły do eksploatacji w 2023 roku. 17 grudnia podpisano umowę na dostawę kolejnych 33 spalinowych zespołów trakcyjnych dla przewoźnika o łącznej wartości 514 mln złotych, których przewidziana dostawa ma się odbyć w latach 2024–2026. Nowe pojazdy mają nosić oznaczenie serii 847 i mają zostać początkowo rozlokowane w następujący sposób: dwie jednostki w kraju południowoczeskim, następne dziesięć ma trafić do kraju środkowoczeskiego, a pozostałe dla krajów: pardubickiego, południowoczeskiego i Wysoczyzny. W październiku 2022 roku ukończono pierwszą jednostkę tego typu i przygotowano ją do testów. W tym czasie przewoźnik zamówił kolejne dziesięć jednostek do obsługi połączeń w okolicach Pragi, a konkretnie linii S6 Praha-Smíchov – Beroun i S75 Beroun – Rakovník. W styczniu 2023 roku rozszerzono zamówienie o kolejne dziesięć jednostek, zwiększając ilość zamówionych egzemplarzy do siedemdziesięciu sześciu. 7 listopada 2023 roku zamówienie zostało rozszerzone o następne 30 sztuk, co zwiększyło ogólną liczbę zamówionych pojazdów do 106 jednostek.
Jednocześnie we wrześniu 2022 roku Ghana Railway Company zawarła umowę z producentem na dostawę dwóch spalinowych zespołów trakcyjnych z opcją na dziesięć kolejnych, z których jeden spalinowy zespół trakcyjny miał być oparty na platformie Regio160, bazując na pojazdach dostarczonych dla kolei czeskich.

### Odbiór i wejście do eksploatacji
Na przełomie listopada i grudnia 2022 roku pierwszy z wyprodukowanych egzemplarzy został przetransportowany na tor doświadczalny Instytutu Kolejnictwa w Żmigrodzie w celu przeprowadzenia testów układu napędowego i hamulcowego.
22 stycznia 2023 roku pierwszy egzemplarz z serii został wysłany do Czech, gdzie przeszedł testy na torze doświadczalnym w Velimiu, natomiast wkrótce wysłano drugi do Centrum Badawczego RTA w Wiedniu, gdzie przechodził testy w komorze klimatycznej w celu sprawdzenia działania klimatyzacji i systemów HVAC.
1 marca pierwsza jednostka z serii została zaprezentowana przez Česke drahy. Wówczas ujawniono nazwę własną serii Regiofox.
Do sierpnia 2023 roku České dráhy odebrały dziesięć jednostek serii 847. Pierwotnie wejście do eksploatacji liniowej miało nastąpić 11 sierpnia, jednakże ze względów administracyjnych zostało przesunięte o cztery dni. 15 sierpnia 2023 roku zgodnie z planem spalinowe zespoły trakcyjne serii 847 weszły do eksploatacji, obsługując połączenie Rakovník – Beroun.
Do kwietnia 2024 roku wyprodukowano 35 egzemplarzy dla Kolei Czeskich. oraz jeden egzemplarz dla operatora z Ghany, który w lutym tego samego roku został rozmontowany w Polsce w celu przygotowania pojazdu do wysyłki, którą na początku odbył z fabryki producenta drogą kołową do Hamburga skąd drogą morską trafił do Temy do której podróż trwała półtora miesiąca.
Po dostarczeniu pojazdu do Ghany jednostka odbyła jazdy testowe na linii Tema – Mpakadan, jednak 18 kwietnia uległa uszkodzeniu na skutek zderzenia z ciężarówką marki Kia na siedemdziesiątym szóstym kilometrze. Nikt nie został poszkodowany, a jednostka została przeznaczona do naprawy. Po przeprowadzanej naprawie jednostka w listopadzie tego samego roku brała udział w uroczystości otwarcia linii Tema – Mpakadan.

## Nagrody
- 2022 – Dobry Wzór. Instytut Wzornictwa[21].